# Temporada 2019 del Campeonato Mundial de Rallycross de la FIA
El Campeonato Mundial de Rallycross de la FIA 2019 presentado por Monster Energy, fue la sexta temporada del Campeonato Mundial de Rallycross de la FIA. La temporada constó de diez rondas, comenzó el 5 de abril en el Circuito Yas Marina y concluyó el 9 de noviembre en el Complejo Killarney Motor Racing en Ciudad del Cabo, Sudáfrica.
Johan Kristoffersson, campeón 2018, no defendió su título al decidir abandonar la categoría para correr en la Copa Mundial de Turismos en 2019. El PSRX Volkswagen Sweden campeón defensor en equipos, tampoco defendió su título al abandonar el campeonato al final de la temporada 2018.
Timmy Hansen se coronó como el nuevo campeón del mundo, logró el título en la última fecha en Sudáfrica, empató en puntos con Andreas Bakkerud pero en el desempate se impuzo por mayor cantidad de victorias.

## Calendario
| Rnd. | Evento                             | Fecha            | Circuito                                         | Clase    | Piloto ganador       | Equipo ganador           | Resultados |
| ---- | ---------------------------------- | ---------------- | ------------------------------------------------ | -------- | -------------------- | ------------------------ | ---------- |
| 1    | World RX de Abu Dabi               | 5 de abril       | Circuito Yas Marina, Abu Dabi                    | Supercar | Kevin Hansen         | Team Hansen MJP          | Resultados |
| 2    | Cooper Tyres World RX of Barcelona | 27 de abril      | Circuito de Barcelona-Cataluña, Montmeló         | Supercar | Timmy Hansen         | Team Hansen MJP          | Resultados |
| 2    | Cooper Tyres World RX of Barcelona | 27 de abril      | Circuito de Barcelona-Cataluña, Montmeló         | RX2      | Oliver Eriksson      | Olsbergs MSE             | Resultados |
| 3    | Spa World RX de Benelux            | 11 de mayo       | Circuito de Spa-Francorchamps, Spa-Francorchamps | Supercar | Timur Timerzyanov    | GRX Taneco Team          | Resultados |
| 3    | Spa World RX de Benelux            | 11 de mayo       | Circuito de Spa-Francorchamps, Spa-Francorchamps | RX2      | Oliver Eriksson      | Olsbergs MSE             | Resultados |
| 4    | Dayinsure World RX de Gran Bretaña | 25 de mayo       | Circuito de Silverstone, Silverstone             | Supercar | Timmy Hansen         | Team Hansen MJP          | Resultados |
| 4    | Dayinsure World RX de Gran Bretaña | 25 de mayo       | Circuito de Silverstone, Silverstone             | RX2      | Oliver Eriksson      | Olsbergs MSE             | Resultados |
| 5    | Team Verksted World RX de Noruega  | 15 de junio      | Lånkebanen, Hell                                 | Supercar | Niclas Grönholm      | GRX Taneco Team          | Resultados |
| 5    | Team Verksted World RX de Noruega  | 15 de junio      | Lånkebanen, Hell                                 | RX2      | Oliver Eriksson      | Olsbergs MSE             | Resultados |
| 6    | Swecon World RX de Suecia          | 6 de julio       | Höljesbanan, Höljes                              | Supercar | Sebastian Eriksson   | Olsbergs MSE             | Resultados |
| 6    | Swecon World RX de Suecia          | 6 de julio       | Höljesbanan, Höljes                              | RX2      | Ben-Philip Gundersen | JC Raceteknik            | Resultados |
| 7    | World RX de Canadá                 | 3 de agosto      | Circuito Trois-Rivières, Trois-Rivières          | Supercar | Andreas Bakkerud     | Monster Energy RX Cartel | Resultados |
| 8    | World RX de Francia                | 31 de agosto     | Circuito de Lohéac, Lohéac                       | Supercar | Timmy Hansen         | Team Hansen MJP          | Resultados |
| 8    | World RX de Francia                | 31 de agosto     | Circuito de Lohéac, Lohéac                       | RX2      | Ben-Philip Gundersen | JC Raceteknik            | Resultados |
| 9    | Neste World RX de Letonia          | 14 de septiembre | Biķernieku Kompleksā Sporta Bāze, Riga           | Supercar | Timmy Hansen         | Team Hansen MJP          | Resultados |
| 10   | SABAT World RX de Sudáfrica        | 9 de noviembre   | Killarney Motor Racing Complex, Cape Town        | Supercar | Niclas Grönholm      | GRX Taneco Team          | Resultados |
| 10   | SABAT World RX de Sudáfrica        | 9 de noviembre   | Killarney Motor Racing Complex, Cape Town        | RX2      | Oliver Eriksson      | Olsbergs MSE             | Resultados |

### Cambios en el calendario
- El calendario fue recortado de doce rondas a diez por la eliminación del World RX de Portugal, el World RX de los Estados Unidos y el World RX de Alemania del calendario.[3][4]
- Una nueva ronda, el World RX de Abu Dabi, fue añadida como prueba inicial del campeonato.[3]
- El World RX de Bélgica se trasladó del Circuito Jules Tacheny Mettet al Circuito de Spa-Francorchamps.[3]

## Equipos y pilotos

### Supercar
| Constructor | Equipo                          | Automóvil           | No. | Piloto                    | Rondas      |
| ----------- | ------------------------------- | ------------------- | --- | ------------------------- | ----------- |
| Audi        | Kárai Motorsport Egyesület      | Audi A1             | 73  | Tamás Kárai               | 2           |
| Audi        | EKS Sport                       | Audi S1             | 123 | Krisztián Szabó           | Todas       |
| Audi        | EKS Sport                       | Audi S1             | 40  | Mattias Ekström           | 3           |
| Audi        | Monster Energy RX Cartel        | Audi S1             | 13  | Andreas Bakkerud          | Todas       |
| Audi        | Monster Energy RX Cartel        | Audi S1             | 33  | Liam Doran                | Todas       |
| Audi        | Team JC Raceteknik              | Audi S1             | 39  | Enzo Ide                  | 3           |
| Audi        | Team JC Raceteknik              | Audi S1             | 4   | Robin Larson              | 9           |
| Citroën     | "Knapick"                       | Citroën DS3         | 84  | Hervé "Knapick" Lemonnier | 2           |
| Ford        | Team STARD                      | Ford Fiesta         | 3   | Jani Paasonen             | 2, 4–5, 7–8 |
| Ford        | Team STARD                      | Ford Fiesta         | 5   | Pål Try                   | 1, 3, 9     |
| Ford        | Team STARD                      | Ford Fiesta         | 6   | Jānis Baumanis            | Todas       |
| Ford        | Team STARD                      | Ford Fiesta         | 22  | Jere Kalliokoski          | 6, 10       |
| Ford        | Christopher Hoy                 | Ford Fiesta         | 41  | Christopher Hoy           | 2           |
| Ford        | Olsberg MSE                     | Ford Fiesta         | 93  | Sebastian Eriksson        | 6           |
| Ford        | Olsberg MSE                     | Ford Fiesta         | 196 | Kevin Eriksson            | 6           |
| Hyundai     | GRX Taneco Team                 | Hyundai i20         | 7   | Timur Timerzyanov         | Todas       |
| Hyundai     | GRX Taneco Team                 | Hyundai i20         | 15  | Reinis Nitišs             | 1, 6        |
| Hyundai     | GRX Taneco Team                 | Hyundai i20         | 68  | Niclas Grönholm           | 1, 2, 5, 6  |
| Hyundai     | GRX Taneco Team                 | Hyundai i20         | 31  | Joni Wiman                | 3, 4        |
| Mini        | Xite Racing                     | Mini Cooper         | 42  | Oliver Bennett            | Todas       |
| Peugeot     | Team Hansen MJP                 | Peugeot 208         | 21  | Timmy Hansen              | Todas       |
| Peugeot     | Team Hansen MJP                 | Peugeot 208         | 71  | Kevin Hansen              | Todas       |
| Peugeot     | Grégoire Demoustier             | Peugeot 208         | 66  | Grégoire Demoustier       | 3           |
| Peugeot     | Mark Higgins                    | Peugeot 208         | 134 | Mark Higgins              | 4           |
| Peugeot     | Jonathan Pailler                | Peugeot 208         | 18  | Jonathan Pailler          | 6           |
| Peugeot     | Fabien Pailler                  | Peugeot 208         | 20  | Fabien Pailler            | 6           |
| Renault     | GC Kompetition                  | Renault Mégane R.S. | 36  | Guerlain Chicherit        | Todas       |
| Renault     | GC Kompetition                  | Renault Mégane R.S. | 92  | Anton Marklund            | Todas       |
| Renault     | GCK Academy                     | Renault Clio R.S.   | 96  | Guillaume De Ridder       | Todas       |
| Renault     | GCK Academy                     | Renault Clio R.S.   | 113 | Cyril Raymond             | Todas       |
| Renault     | GCK Academy                     | Renault Clio R.S.   | 14  | Rokas Baciuska            | 5, 6        |
| SEAT        | All-Inkl.com Münnich Motorsport | SEAT Ibiza          | 44  | Timo Scheider             | Todas       |
| Škoda       | ES Motorsport-Labas GAS         | Škoda Fabia         | 14  | Rokas Baciuška            | 1,2         |
| Škoda       | ES Motorsport-Labas GAS         | Škoda Fabia         | 67  | François Duval            | 3           |
| Škoda       | ES Motorsport-Labas GAS         | Škoda Fabia         | 24  | Kevin Abbring             | 5, 6        |
| Volkswagen  | Hëdstrom Motorsports            | Volkswagen Polo     | 64  | Kjetil Larsen             | 6           |
| Volkswagen  | Bridgestone Motorsports         | Volkswagen Polo     | 95  | Philip German             | 6           |
| Honda       | Olsberg MSE                     | Honda Civic         | 72  | Ulrik Linnemann           | 6           |

### RX2 International Series
| Constructor | Equipo                    | Automóvil        | No. | Piloto               | Rondas   |
| ----------- | ------------------------- | ---------------- | --- | -------------------- | -------- |
| OMSE        | JC Raceteknik             | Olsbergs MSE RX2 | 2   | Ben-Philip Gundersen | Todas    |
| OMSE        | JC Raceteknik             | Olsbergs MSE RX2 | 6   | William Nilsson      | 1-3      |
| OMSE        | JC Raceteknik             | Olsbergs MSE RX2 | 90  | Jimmie Walfridson    | 1–2, 4-5 |
| OMSE        | JC Raceteknik             | Olsbergs MSE RX2 | 54  | Petter Nårsa         | 6        |
| OMSE        | Morten Asklund            | Olsbergs MSE RX2 | 11  | Morten Asklund       | 4-5      |
| OMSE        | Anders Michalak           | Olsbergs MSE RX2 | 12  | Anders Michalak      | Todas    |
| OMSE        | Olsbergs MSE              | Olsbergs MSE RX2 | 16  | Oliver Eriksson      | Todas    |
| OMSE        | Olsbergs MSE              | Olsbergs MSE RX2 | 18  | Linus Östlund        | 5        |
| OMSE        | Olsbergs MSE              | Olsbergs MSE RX2 | 35  | Fraser McConnell     | Todas    |
| OMSE        | Olsbergs MSE              | Olsbergs MSE RX2 | 47  | Jesse Kallio         | Todas    |
| OMSE        | Team Färén                | Olsbergs MSE RX2 | 21  | Damien Meunier       | 1–2, 6   |
| OMSE        | Team Färén                | Olsbergs MSE RX2 | 99  | Marcus Höglund       | 4-5      |
| OMSE        | Team Färén                | Olsbergs MSE RX2 | 6   | William Nilsson      | 6        |
| OMSE        | Team Färén                | Olsbergs MSE RX2 | 31  | Yann Le Jossec       | 6        |
| OMSE        | Set Promotion             | Olsbergs MSE RX2 | 22  | Sami-Matti Trogen    | Todas    |
| OMSE        | Set Promotion             | Olsbergs MSE RX2 | 65  | Jami Kalliomäki      | 5        |
| OMSE        | Petter Leirhol            | Olsbergs MSE RX2 | 27  | Petter Leirhol       | 4-5      |
| OMSE        | Lars Erik Haug            | Olsbergs MSE RX2 | 33  | Lars Erik Haug       | 5        |
| OMSE        | Simon Olofsson            | Olsbergs MSE RX2 | 52  | Simon Olofsson       | Todas    |
| OMSE        | Sport Racing Technologies | Olsbergs MSE RX2 | 55  | Vasiliy Gryazin      | Todas    |
| OMSE        | Sport Racing Technologies | Olsbergs MSE RX2 | 69  | Nikolay Gryazin      | 6        |
| OMSE        | Martin Enlund             | Olsbergs MSE RX2 | 60  | Martin Enlund        | 5        |
| OMSE        | Albert Llovera            | Olsbergs MSE RX2 | 66  | Albert Llovera       | Todas    |
| OMSE        | Steve Volders             | Olsbergs MSE RX2 | 77  | Steve Volders        | Todas    |
| OMSE        | Stein Fredric Akre        | Olsbergs MSE RX2 | 98  | Stein Fredric Akre   | 5        |
| OMSE        | William Nilsson           | Olsbergs MSE RX2 | 6   | William Nilsson      | 5        |
| OMSE        | Mats Oskarsson            | Olsbergs MSE RX2 | 111 | Mats Oskarsson       | 5        |
| OMSE        | Lane Vacala               | Olsbergs MSE RX2 | 50  | Lane Vacala          | 6        |

## Clasificación

### Campeonato Mundial de Rallycross de la FIA de Pilotos
| Pos. | Piloto                    | ABU | BAR | BEL | GBR | NOR | SWE | CAN | FRA | LAT | RSA | Puntos |
| ---- | ------------------------- | --- | --- | --- | --- | --- | --- | --- | --- | --- | --- | ------ |
| 1    | Timmy Hansen              | 11  | 1   | 4   | 1   | 6   | 6   | 13  | 1   | 1   | 4   | 211    |
| 2    | Andreas Bakkerud          | 15  | 3   | 2   | 2   | 8   | 7   | 1   | 5   | 3   | 2   | 211    |
| 3    | Kevin Hansen              | 1   | 2   | 8   | 7   | 2   | 2   | 6   | 3   | 4   | 5   | 199    |
| 4    | Niclas Grönholm           | 2   | 4   |     |     | 1   | 5   | 7   | 6   | 2   | 1   | 186    |
| 5    | Timur Timerzyanov         | 8   | 7   | 1   | 11  | 7   | 24  | 3   | 12  | 5   | 3   | 142    |
| 6    | Jānis Baumanis            | 5   | 6   | 5   | 10  | 3   | 10  | 2   | 10  | 12  | 8   | 137    |
| 7    | Anton Marklund            | 7   | 14  | 7   | 3   | DSQ | 8   | 5   | 2   | 9   | 11  | 119    |
| 8    | Liam Doran                | 3   | 10  | 6   | 6   | 5   | 15  | 8   | 9   | 6   | 16  | 114    |
| 9    | Timo Scheider             | 6   | 12  | 9   | 4   | 9   | 23  | 10  | 8   | 11  | 6   | 109    |
| 10   | Krisztián Szabó           | 4   | 8   | 11  | 5   | 12  | 17  | 12  | 11  | 10  | 9   | 91     |
| 11   | Rokas Baciuška            | 9   | 13  |     |     | 16  | 9   | 9   | 4   | 7   |     | 76     |
| 12   | Guerlain Chicherit        | 10  | 9   | 13  | 9   | 11  | 14  | 4   | 13a | 15  | 7   | 73     |
| 13   | Cyril Raymond             | 12  | 5   | 12  | 13  | 10  | 20  | 11  | 15a | 13  | 15  | 45     |
| 14   | Reinis Nitišs             | 13  |     |     |     |     | 3   |     |     | 8   |     | 40     |
| 15   | Joni Wiman                |     |     | 3   | 8   |     |     |     |     |     |     | 39     |
| 16   | Kevin Abbring             |     |     |     |     | 4   | 4   |     |     |     |     | 35     |
| 17   | Sebastian Eriksson        |     |     |     |     |     | 1   |     |     |     |     | 29     |
| 18   | Guillaume De Ridder       | 16  | 11  | 15  | 16  | 15  | 19  | 14  | 16  | 14  | 10  | 29     |
| 19   | Toomas Heikkinen          |     |     |     |     |     |     |     | 7   |     |     | 15     |
| 20   | Oliver Bennett            | 17  | 17  | 14  | 12  | 14  | 22  | 15  | 19  | 16  | 12b | 12     |
| 21   | Jere Kalliokoski          |     |     |     |     |     | 12  |     |     |     | 14  | 10     |
| 22   | Jani Paasonen             |     | 16  |     | 14  | 13  |     | 16  | 17  |     |     | 9      |
| 23   | Mattias Ekström           |     |     | 10  |     |     |     |     |     |     |     | 8      |
| 24   | Kevin Eriksson            |     |     |     |     |     | 11  |     |     |     |     | 8      |
| 25   | Matvey Furazhkin          |     |     |     |     |     |     |     | 20  | 17  | 13  | 4      |
| 26   | Jonathan Pailler          |     |     |     |     |     | 13  |     | 18  |     |     | 4      |
| 27   | Pål Try                   | 14  |     | 16  |     |     |     |     |     | 18  |     | 4      |
| 28   | Fabien Pailler            |     |     |     |     |     | 16  |     | 14  |     |     | 4      |
| 29   | Mark Higgins              |     |     |     | 15  |     |     |     |     |     |     | 2      |
| 30   | Christopher Hoy           |     | 15  |     |     |     |     |     |     |     |     | 2      |
| 31   | François Duval            |     |     | 17  |     |     |     |     |     |     |     | 0      |
| 32   | Kjetil Larsen             |     |     |     |     |     | 18  |     |     |     |     | 0      |
| 33   | Enzo Ide                  |     |     | 18  |     |     |     |     |     |     |     | 0      |
| 34   | Robin Larsson             |     |     |     |     |     |     |     |     | 19  |     | 0      |
| 35   | Gregoire Demoustier       |     |     | 19  |     |     |     |     |     |     |     | 0      |
| 36   | Philip Gehrman            |     |     |     |     |     | 21  |     |     |     |     | 0      |
| 37   | Ulrik Linnemann           |     |     |     |     |     | 25  |     |     |     |     | 0      |
| 38   | Tamás Kárai               |     | 18  |     |     |     |     |     |     |     |     | 0      |
| 39   | Hervé "Knapick" Lemonnier |     | 19  | 20  | 17  |     |     |     | 21a |     |     | -15    |
| Pos. | Piloto                    | ABU | BAR | BEL | GBR | NOR | SWE | CAN | FRA | LAT | RSA | Puntos |

| Color     | Resultado               |
| Oro       | Ganador                 |
| Plata     | 2ª plaza                |
| Bronce    | 3ª plaza                |
| Verde     | Finalizó, en los puntos |
| Azul      | Finalizó, sin puntos    |
| Violeta   | No terminó (Ret)        |
| Negro     | Descalificado (DES)     |
| Blanco    | No empezó (DNS)         |
| Blanco    | Excluido (EX)           |
| Blanco    | Lesionado (LES)         |
| Sin color | No participó            |

- a Pérdida de quince puntos del campeonato - decisión de los comisarios
- b Pérdida de diez puntos del campeonato - decisión de los comisarios

### Campeonato Mundial de Rallycross de la FIA de Equipos
| Pos. | Equipo                   | No. | Pilotos             | Puntos |
| ---- | ------------------------ | --- | ------------------- | ------ |
| 1    | Team Hansen MJP          | 21  | Timmy Hansen        | 410    |
| 1    | Team Hansen MJP          | 71  | Kevin Hansen        | 410    |
| 2    | GRX Taneco Team          | 7   | Timur Timerzyanov   | 367    |
| 2    | GRX Taneco Team          | 31  | Joni Wiman          | 367    |
| 2    | GRX Taneco Team          | 68  | Niclas Grönholm     | 367    |
| 3    | Monster Energy RX Cartel | 13  | Andreas Bakkerud    | 325    |
| 3    | Monster Energy RX Cartel | 33  | Liam Doran          | 325    |
| 4    | GC Kompetition           | 36  | Guerlain Chicherit  | 192    |
| 4    | GC Kompetition           | 92  | Anton Marklund      | 192    |
| 5    | Team STARD               | 3   | Jani Paasonen       | 103    |
| 5    | Team STARD               | 6   | Jānis Baumanis      | 103    |
| 6    | GCK Academy              | 96  | Guillaume De Ridder | 74     |
| 6    | GCK Academy              | 113 | Cyril Raymond       | 74     |

### Campeonato de Pilotos de RX2 International Series
| Pos. | Piloto               | BAR | BEL | GBR | NOR | SWE | FRA | RSA | Puntos |
| ---- | -------------------- | --- | --- | --- | --- | --- | --- | --- | ------ |
| 1    | Oliver Eriksson      | 1   | 1   | 1   | 1   | 11  | 2   | 1   | 193    |
| 2    | Ben-Philip Gundersen | 13  | 3   | 5   | 2   | 1   | 1   | 6   | 150    |
| 3    | Jesse Kallio         | 3   | 2   | 2   | 3   | 3   | 6   | 13  | 146    |
| 4    | Fraser McConnell     | 2   | 5   | 7   | 6   | 5   | 4   | 2   | 143    |
| 5    | Sami-Matti Trogen    | 4   | 4   | 4   | 11  | 4   | 3   | 3   | 124    |
| 6    | Vasiliy Gryazin      | 5   | 7   | 3   | 13  | 6   | 5   | 4   | 112    |
| 7    | Simon Olofsson       | 8   | 8   | 10  | 7   | 10  | 13  | 8   | 68     |
| 8    | Anders Michalak      | 7   | 9   | 6   | 10  | 13  | 11  | 7   | 64     |
| 9    | Steven Volders       | 9   | 12  | 9   | 5   | 17  | 9   | 10  | 60     |
| 10   | William Nilsson      | 10  | 6   | 8   |     | 12  | 8   |     | 57     |
| 11   | Linus Östlund        |     |     |     |     | 2   |     | 5   | 41     |
| 12   | Jimmie Walfridson    | 11  | 10  |     | 8   | 9   |     |     | 39     |
| 13   | Damien Meunier       | 6   | 11  |     |     |     | 10  |     | 32     |
| 14   | Albert Llovera       | 12  | 13  | 11  | 14  | 21  | 14  |     | 23     |
| 15   | Marcus Höglund       |     |     |     | 4   | 14  |     |     | 22     |
| 16   | Petter Nårsa         |     |     |     |     |     | 12  | 9   | 20     |
| 17   | Nikolay Gryazin      |     |     |     |     |     | 7   |     | 13     |
| 18   | Martin Enlund        |     |     |     |     | 7   |     |     | 13     |
| 19   | Mats Oskarsson       |     |     |     |     | 8   |     |     | 12     |
| 20   | Niklas Aneklev       |     |     |     |     |     |     | 11  | 9      |
| 21   | Morten Asklund       |     |     |     | 9   | 19  |     |     | 8      |
| 22   | Petter Leirhol       |     |     |     | 12  | 18  |     |     | 8      |
| 23   | Lane Vacala          |     |     |     |     |     | 15  | 12  | 2      |
| 24   | Jami Kalliomäki      |     |     |     |     | 15  |     |     | 2      |
| 25   | Yann Le Jossec       |     |     |     |     |     | 16  |     | 1      |
| 26   | Stein Fredric Akre   |     |     |     |     | 16  |     |     | 1      |
| 27   | Lars Erik Haug       |     |     |     |     | 20  |     |     | 0      |
| Pos. | Piloto               | BAR | BEL | GBR | NOR | SWE | FRA | RSA | Puntos |